# U.S. Route 54
Pour les articles homonymes, voir Route 54.
La U.S. Route 54 (US 54) est une US Route ouest–est parcourant 1 197 miles (1 926 km) suivant un axe du sud-ouest au nord-est. Elle relie El Paso, Texas à Griggsville, Illinois. La ligne de chemin de fer de la Union Pacific, la Tucumcari Line, est parallèle à la US 54 entre El Paso et Pratt, Kansas, ce qui comprend près des deux tiers de la route.

## Description du tracé
|                | mi    | km    |
| -------------- | ----- | ----- |
| TX (El Paso)   | 20    | 32    |
| NM             | 355   | 571   |
| TX (Panhandle) | 92    | 148   |
| OK             | 56    | 90    |
| KS             | 380   | 610   |
| MO             | 279   | 449   |
| IL             | 24    | 39    |
| Total          | 1 206 | 1 941 |

### Texas (El Paso)
La US 54 débute à El Paso à l'intersection avec la Loop 375 au centre-ville. La route sert d'artère principale dans la région métropolitaine d'El Paso, traversant la ville du sud au nord sur le flanc est de la chaîne de Franklin Mountains. La route traverse la ville sur environ 20 miles (32 km) avant d'atteindre la frontière avec le Nouveau-Mexique. Elle sert aussi de route collectrice pour les bases militaires de Fort Bliss et de Holloman Air Force Base, toutes deux au Nouveau-Mexique.

### Nouveau-Mexique

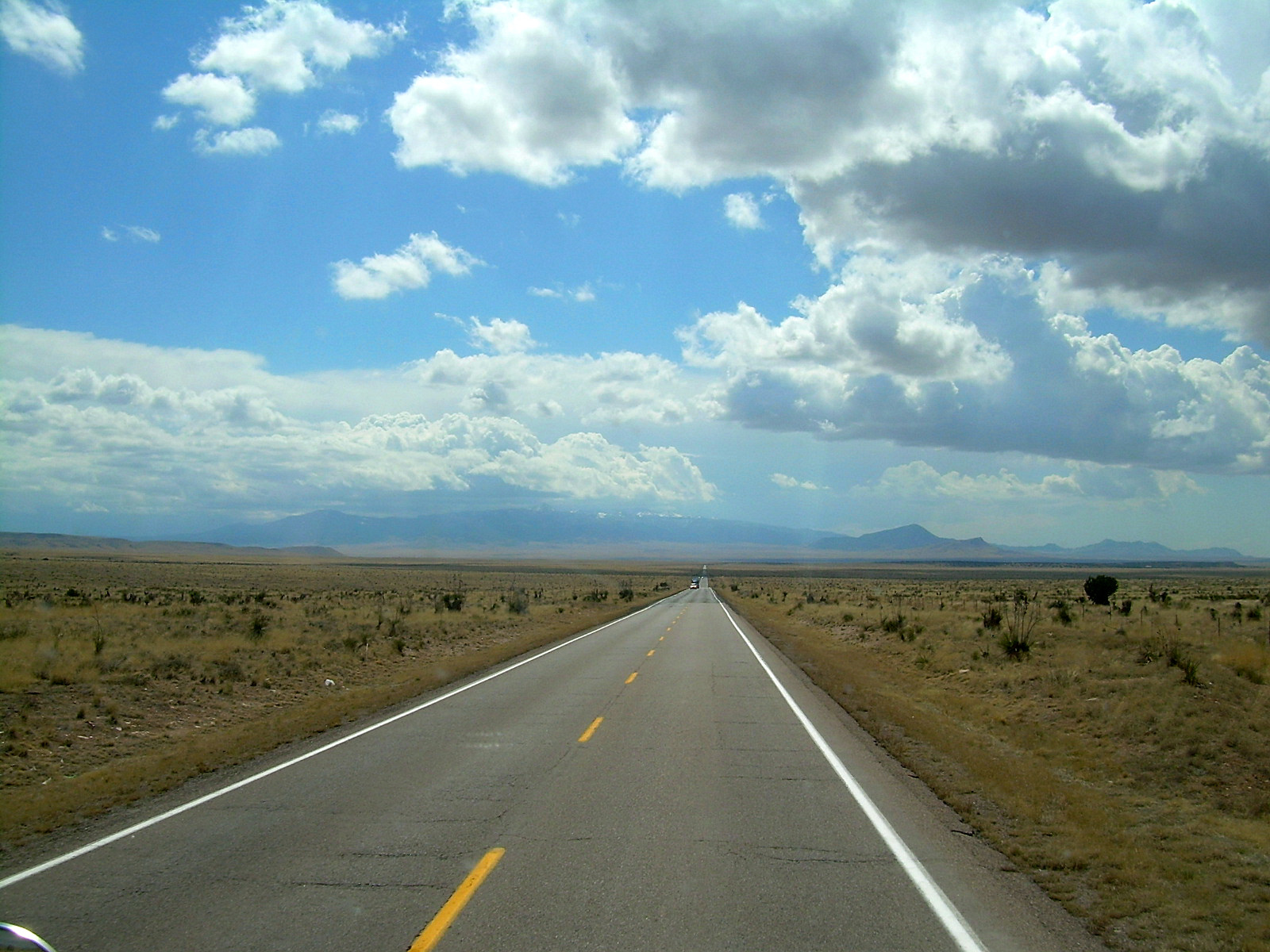
US 54 au Nouveau-Mexique

La US 54 entre au Nouveau-Mexique à Chaparral, ville de la région métropolitaine d'El Paso. Elle se dirige vers le nord-est et passe par Alamogordo, Tularosa, Carrizozo, Vaughn et Santa Rosa. Sur ce tracé, elle prend la forme d'une route à deux voies, bien que certains segments en comptent quatre, qui sont séparées.
À Santa Rosa, elle entreprend un multiplex avec l'I-40 jusqu'à Tucumcari. Elle quitte ensuite l'autoroute et traverse la ville vers le nord-est. Elle passe par Logan et atteint la frontière avec le Texas.

### Texas (Panhandle)
La route entre à nouveau au Texas, dans son Panhandle, juste après Nara Visa, Nouveau-Mexique. Elle y parcourt 92 miles (148 km) vers le nord-est, jusqu'à la frontière avec l'Oklahoma. Les villes importantes qu'elle croise dans ce segment sont Dalhart et Stratford.

### Oklahoma
La US 54 parcourt le Panhandle de l'Oklahoma du sud-ouest au nord-est. Elle entre dans l'état à Texhoma et continue vers le nord-est en passant par Goodwell avant d'entrer à Guymon. Là, elle croise la US 412 et débute un multiplex avec la US 64. Elle continue vers le nord-est et passe par Optima et Hooker, où le multiplex avec la US 64 prend fin. Après avoir passé par Tyrone, elle entre au Kansas.

### Kansas

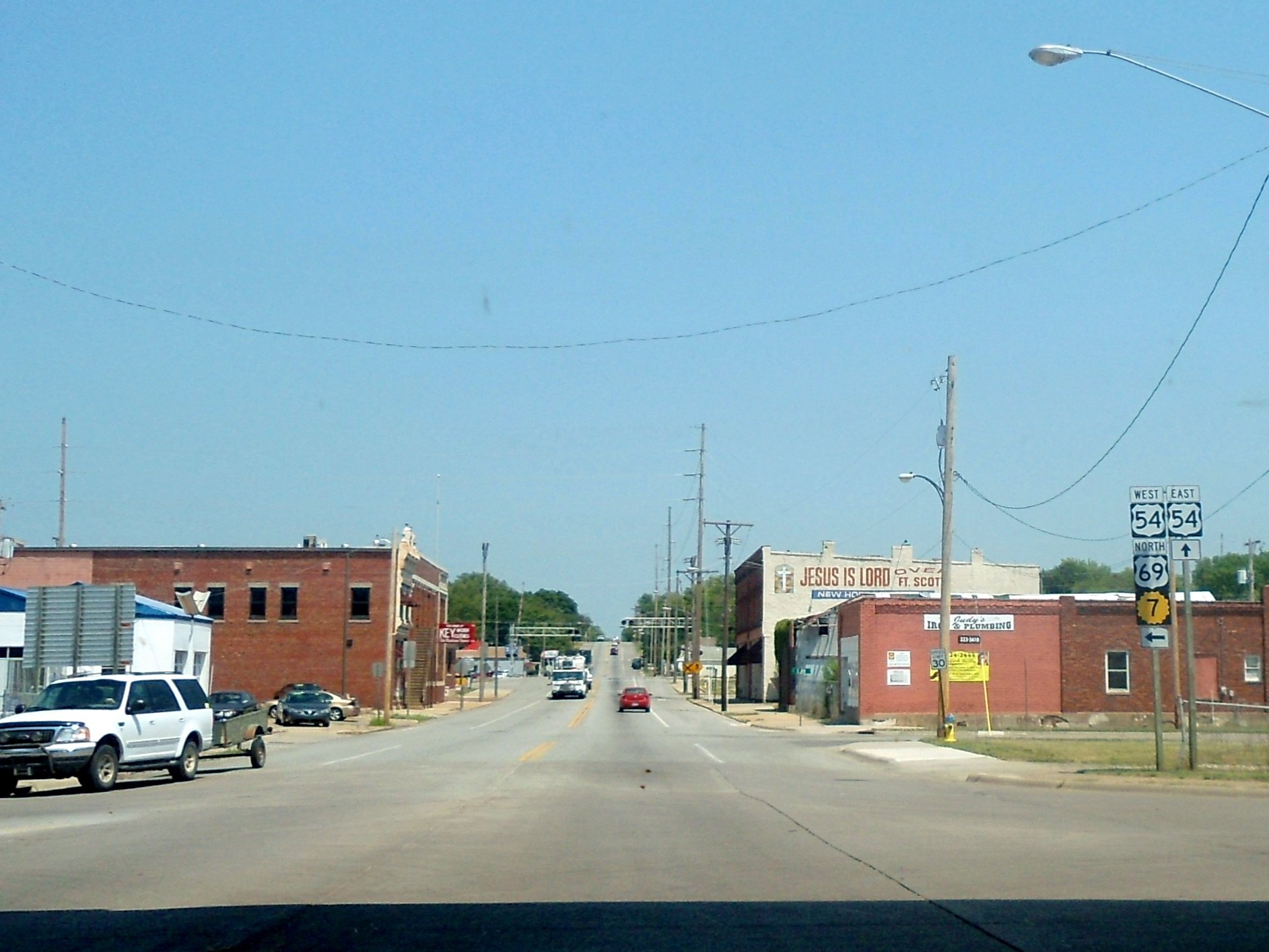
US 54 à Fort Scott, Kansas

La US 54 entre au Kansas au sud de Liberal et se dirige vers le nord-est. Elle passe par Plains, Meade et Mullinville, où elle débute un long multiplex avec la US 400. À cet endroit, elle adopte une orientation vers l'est. Elle passe par Greensburg, Pratt, Cunningham et Kingman. À Pratt, la voie ferrée de la Union Pacific qui longeait la US 54 depuis El Paso, 600 miles (970 km) plus loin, bifurque vers le nord-est en direction de Topeka et quitte la route. La US 54 s'approche ensuite de Wichita.
La route traverse la ville et rencontre les autoroutes principales de la ville (I-235, I-135 et I-35 (Kansas Turnpike). Le multiplex avec la US 400 se poursuit vers l'est alors que la route traverse Andover et Augusta. À l'est d'Augusta, le multiplex prend fin et la US 54 se dirige vers le nord, en multiplex avec la US 77. À El Dorado, la US 54 se dirige seule vers l'est. Elle passe par Eureka, Yates Center, Iola, Moran et Fort Scott avant d'atteindre la frontière avec le Missouri.

### Missouri
Au Missouri, la US 54 traverse l'état du sud-ouest au nord-est. Elle est une route principale dans les Monts Ozarks et constitue l'accès principal au Lac Pomme de Terre et au Lac des Ozarks. Après être entrée dans l'état, elle passe par Nevada, El Dorado Springs, Hermitage et elle traverse le Lac des Ozarks dans le Parc d'état de Ha Ha Tonka. Elle traverse ensuite Camdenton et traverse à nouveau le lac à Osage Beach pour ensuite contourner Eldon et se diriger vers Jefferson City, où elle traverse la rivière Missouri. Elle se dirige ensuite vers Fulton, Kingdom City, Mexico, Laddonia, Vandalia et, ultimement, elle traverse le fleuve Mississippi à Louisiana pour entrer en Illinois.

### Illinois
En Illinois, la US 54 relie le fleuve Mississippi à l'I-72 près de Griggsville, son terminus est. Avant que son terminus est ne soit coupé à l'I-72, la US 54 se prolongeait jusqu'au centre-ville de Chicago, à l'intersection entre Michigan Avenue et Lake Shore Drive. Elle empruntait plusieurs routes qui sont aujourd'hui des routes d'état, à savoir la IL 54, la IL 50 et Governors' Highway. La US 54 est, sur toute sa distance, une route rurale de deux voies.

## Intersections majeures
Texas
 Loop 375 à El Paso
 US 62 à El Paso
 I-110 à El Paso
 I-10 / US 180 à El Paso
Nouveau-Mexique
 US 70 à Alamogordo. Les routes forment un multiplex jusqu'à Tularosa.
 US 82 à Alamogordo
 US 380 à Carrizozo
 US 60 / US 285 au sud-ouest de Vaughn. Les routes forment un multiplex jusqu'au sud-est de Vaughn.
 US 84 à Santa Rosa. Les routes forment un multiplex dans la ville.
 I-40 à Santa Rosa. Les routes forment un multiplex jusqu'à Tucumcari.
 US 84 à Santa Rosa
Texas
 US 87 / US 385 à Dalhart
 US 287 à Stratford
Oklahoma
 US 412 à Guymon. Les routes forment un multiplex dans la ville.
 US 64 à Guymon. Les routes forment un multiplex jusqu'à Hooker.
Kansas
 US 83 / US 270 à Liberal
 US 160 à l'est de Plains. Les routes forment un multiplex jusqu'à l'est de Meade.
 US 283 à Minneola
 US 400 à l'est de Mullinville. Les routes forment un multiplex jusqu'à Pickrell Corner.
 US 183 à l'ouest de Greensburg
 US 281 à Pratt
 I-235 à Wichita
 I-135 / US 81 à Wichita
 I-35 à Wichita
 US 77 à Augusta. Les routes forment un multiplex jusqu'à El Dorado.
 US 75 à Yates Center
 US 169 à l'est d'Iola
 US 59 à Moran
 US 69 au nord de Fort Scott. Les routes forment un multiplex jusqu'à Fort Scott.
Missouri
 I-49 / US 71 à Nevada
 US 65 à Preston
 US 50 / US 63 à Jefferson City. La US 54 / US 63 forment un multiplex dans la ville.
 I-70 / US 40 à Kingdom City
 US 61 au nord de Bowling Green
Illinois
 I-72 / US 36 à Griggsville Township
 IL 107 à Griggsville Township